# Тварюка
«Тварюка» (англ. Alien Lockdown) — американський телевізійний фантастичний бойовик 2004 року.

## Сюжет
Доктор Аллан Вудман створює з доісторичної істоти нову суперзброю — чудовисько, що харчується людською кров'ю. Несподівано істота виривається на свободу. По кривавому сліду монстра йде загін спеціального призначення на чолі з Ритою Телон.

## У ролях
- Джеймс Маршалл — Чарлі Дрейфус
- Мішель Го — Телон
- Джон Севедж — доктор Вудман
- Мартін Коув — Енслоу
- Станіслав Дмітров — істота
- Нейтан Перез — Мейер
- Т.М. Ван Остранд — Грін
- Атанас Сребрев — Темпл
- Девід Каллавей — Кернс